# Evje og Hornnes
Evje og Hornnes és un municipi situat al comtat d'Agder, Noruega. Té 3.582 habitants (2016) i té una superfície de 550.22 km². El centre administratiu del municipi és el poble d'Evje.